# 은색머리안테키누스
은색머리안테키누스(Antechinus argentus)는 주머니고양이과 안테키누스속에 속하는 유대류이다. 2013년에 기술되었으며, 오스트레일리아 퀸즐랜드주 남동부 크룸비트 톱스 국립공원에서만 알려져 있다. 가장 최근에 발견된 유대류의 하나이다.